# Pirmin Zurbriggen
Pirmin Zurbriggen (Saas-Almagell, 4 februari 1963) is een voormalige Zwitserse skiër. Hij wordt beschouwd als een van de grootste alpineskiërs ooit.

## Biografie
Zurbriggen won de Wereldbeker Alpineskiën vier keer en won één keer een gouden Olympische medaille (afdaling). Hij heeft in totaal veertig wereldbekerwedstrijden gewonnen. Hij is een van de vijf mensen die races hebben gewonnen in alle alpine-disciplines van de wereldbeker. De bekende Hahnenkammafdaling won hij twee keer: in 1985 en 1987.
Zurbriggen is na zijn skicarrière hotelier geworden en zet zich in voor de talentenbevordering voor de Zwitserse skibond.

## Onderscheidingen
- In 1985 werd hij in eigen land gekozen tot Zwitsers Sportman van het Jaar.